# 小广西过路黄
小广西过路黄（学名：Lysimachia alfredii var. chrysosplenioides）是报春花科珍珠菜属广西过路黄的变种。分布于中国大陆的贵州、广西等地，多生长于山谷疏林下，目前尚未由人工引种栽培。